# Birgit Liss
Birgit Liss (* 29. April 1971 in Flensburg) ist eine deutsche Professorin für Angewandte Physiologie an der Universität Ulm.

## Leben
Birgit Liss wuchs in Schafflund bei Flensburg auf. 
Ihr Studium der Biochemie/Molekularbiologie begann sie 1990 an der Universität Hamburg und schloss dieses 1995 mit dem Diplom ab. Von 1996 bis 1999 arbeitete sie am Zentrum für Molekulare Neurobiologie Hamburg (ZMNH). Dort wurde sie 1999 mit summa cum laude über ein Grundlagen-Thema zur Erforschung der Parkinson-Krankheit promoviert. Anschließend war sie bis 2002 am University Laboratory of Physiology und MRC Anatomical Neuropharmacology Unit der University of Oxford tätig. 2002 wurde sie vom Burda Verlag als „Frau des Jahres“ ausgezeichnet. 2003 trat sie eine Stelle als Juniorprofessorin an der Philipps-Universität Marburg am Institut für Physiologie an. Seit 2005 leitet sie darüber hinaus einen TransMit-Projektbereich für Zellspezifische Genexpressionsanalysen bei der Gesellschaft für Technologietransfer mbH. Zum April 2007 folgte sie dem Ruf an das Institut für Allgemeine Physiologie der Universität Ulm. Im selben Jahr wurde sie mit dem mit einer Million Euro dotierten Alfried-Krupp-Förderpreis für junge Hochschullehrer ausgezeichnet. Seit September 2010 leitet sie das Institut für Angewandte Physiologie an der Universität Ulm.
Am 19. Januar 2015 war Liss Kandidatin beim Fernsehquiz Wer wird Millionär? auf RTL und gewann 16.000 Euro.